# Bandeira do Líbano

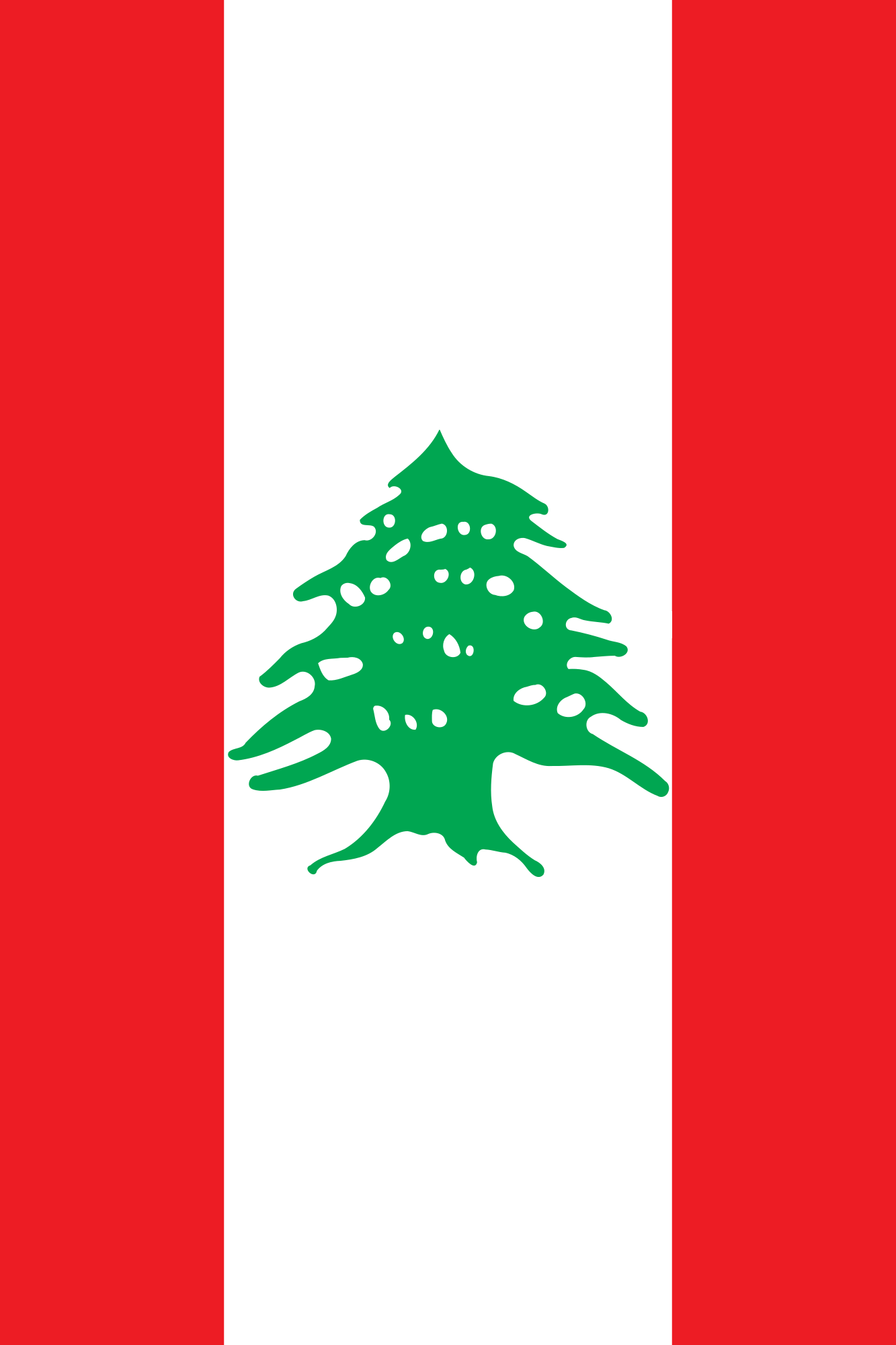
Bandeira vertical do Líbano

A bandeira do Líbano foi adotada em 7 de dezembro de 1943.[carece de fontes?] Foi desenhada originalmente na casa do deputado Seeb Salam, por ele e outros deputados do parlamento libanês.
A árvore de cedro da bandeira é mencionada na Bíblia como um símbolo de força e riqueza e por muito tempo foi associada à minoria cristã libanesa. A cor branca na bandeira representa a neve como símbolo de pureza e paz. As duas faixas vermelhas remetem ao sangue libanês derramado para preservar o país contra os sucessivos invasores.

## Descrição
Seu desenho consiste em um retângulo de proporção largura-comprimento igual a 2:3 dividido em três faixas horizontais, sendo duas faixas vermelhas cercando uma faixa branca central. A faixa branca é duas vezes o tamanho de uma vermelha (proporções 1:2:1). No centro da faixa branca há um desenho estilizado na cor verde de um Cedro-do-líbano, árvore característica da região, símbolo de força e eternidade.

## Folha de construção

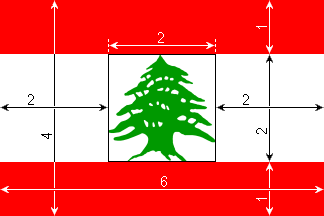
Folha de construção da bandeira libanesa

De acordo com o Artigo 5 da constituição do Líbano: "A bandeira libanesa será composta de três faixas horizontais, uma faixa branca entre duas vermelhas. A largura da faixa branca será igual à das duas faixas vermelhas. No centro de e ocupando um terço da faixa branca é uma árvore de cedro verde com seu topo tocando a faixa vermelha superior e sua base tocando a faixa vermelha inferior".

## Esquema de cores
| Esquema de cores | Vermelho  | Branco      | Verde       |
| ---------------- | --------- | ----------- | ----------- |
| Cores RAL padrão | 3028      | 9016        | 6024        |
| CMYK             | 0-91-87-7 | 0-0-0-0     | 100-0-52-35 |
| HEX              | #EE161F   | #FFFFFF     | #00A850     |
| RGB              | 238-22-31 | 255-255-255 | 0-167-80    |

## Bandeiras Históricas

Bandeira Atual
Bandeira do Líbano durante o mandato francês 1920-1943.